# Легион высаживается в Колвези
«Легион высаживается в Колвези» (фр. La légion saute sur Kolwezi) — фильм французского режиссёра Рауля Кутара, вышедший в прокат 9 января 1980 года.
Фильм снят по книге бывшего офицера Иностранного легиона Пьера Сержана «Легион высаживается в Колвези: операция Леопард», рассказывающей о десантной операции 2-го Иностранного парашютного полка под командованием полковника Филиппа Эрюлена по освобождению Колвези в Катанге — эти военные действия известны как «операция Бонит» (франко-бельгийские силы, 15—21 мая 1978) и «операция Леопард» (войска Заира).

## Сюжет
Май 1978 года, провинция Шаба (Катанга). Вторгшиеся с территории Анголы отряды сепаратистов из Фронта национального освобождения Конго, финансируемые Советским Союзом и направляемые белыми инструкторами из стран Восточного блока (в фильме показаны без уточнения национальной принадлежности), захватывают столицу провинции город Колвези, где берут в заложники около 2500 человек из числа европейских и американских специалистов, работающих в горной промышленности, и членов их семей.
Боевики начинают расстрелы заложников и местных жителей, лояльных центральному правительству. Власти Франции, Бельгии, США и Заира договариваются о проведении немедленной военной операции для освобождения города. Бойцы 2-го Иностранного парашютного полка под командованием полковника Дюбура вылетают с базы на Корсике в направлении Катанги.

## В ролях
- Бруно Кремер — Пьер Дельбар
- Мимзи Фармер — Анни Дебринн
- Джулиано Джемма — аджюдан-шеф Федерико
- Жак Перрен — посол Бертье
- Лоран Мале — Филипп Данремон
- Пьер Ванек — полковник Грассе
- Робер Этшевери — полковник Дюбур
- Жан-Клод Буйон — Моруа

Действия бойцов легиона сняты в псевдодокументальной манере, поэтому кадры из фильма часто используются в качестве иллюстраций в документальных фильмах и публикациях об истории Иностранного легиона. На роль полковника Дюбура был приглашен актер Робер Этшевери, внешне похожий на героя операции Бонит Филиппа Эрюлена.
Съемки производились во Французской Гвиане.
В Европе и Америке фильм, в основном, демонстрировался под названием «Операция Леопард», в Италии — как «Штурмовая команда» (Commando d'assalto).